# Episodi di Trolls - La festa continua!
Questa è la lista degli episodi di Trolls - La festa continua!, una serie animata DreamWorks composta da 8 stagioni.

## Prima stagione
| N° | Titolo originale                        | Titolo italiano                             | Prima TV USA    | Prima TV Italia   |
| -- | --------------------------------------- | ------------------------------------------- | --------------- | ----------------- |
| 1  | A New Bergen-ing Laugh-Out Cloud        | La festa con i Bergen Ridere a crepanuvola  | 19 gennaio 2018 | 24 settembre 2018 |
| 2  | Two-Party System Fun Branch             | Le due feste L'allegro Branch               | 19 gennaio 2018 | 24 settembre 2018 |
| 3  | Royal Review Funishment                 | Valutazione regale Divertizione             | 19 gennaio 2018 | 25 settembre 2018 |
| 4  | Bad News Bergens Unhealthy Competition  | Gli scontrosi Bergen Concorrenza dannosa    | 19 gennaio 2018 | 26 settembre 2018 |
| 5  | Cloudy with a Chance of Hugs Creek Week | Piovono abbracci La settimana di Creek      | 19 gennaio 2018 | 27 settembre 2018 |
| 6  | The Giver Bellow Bug Day                | Il donatore Il giorno dell'insetto urlatore | 19 gennaio 2018 | 28 settembre 2018 |

## Seconda stagione
| N° | Titolo originale                                          | Titolo italiano                                                 | Prima TV USA | Prima TV Italia |
| -- | --------------------------------------------------------- | --------------------------------------------------------------- | ------------ | --------------- |
| 7  | Prank Day Adventures in Dinkles-Sitting                   | Il giorno dello scherzo Badare al signor Dinkles è un'avventura | 9 marzo 2018 | 1º ottobre 2018 |
| 8  | Eye'll Be Watching You Sorry Not Sorry                    | Ti tengo d'occhio Spiacente... ma non troppo                    | 9 marzo 2018 | 2 ottobre 2018  |
| 9  | Big Poppy Neighbor War                                    | Big Poppy La guerra del vicino                                  | 9 marzo 2018 | 3 ottobre 2018  |
| 10 | Remote Out of Control Critter Comfort                     | Telecomando fuori controllo Assistenza animaletti               | 9 marzo 2018 | 4 ottobre 2018  |
| 11 | The Poppy Horror Picture Show Dinkles Dinkles Little Star | Poppy Horror Picture Show Coraggio signor Dinkles               | 9 marzo 2018 | 5 ottobre 2018  |
| 12 | The Party Games Trolly Tales                              | I giochi da festa Storie troll                                  | 9 marzo 2018 | 8 ottobre 2018  |
| 13 | Model Behavior Pillow War                                 | Comportamento modelloso Cuscinate                               | 9 marzo 2018 | 9 ottobre 2018  |

## Terza stagione
| N° | Titolo originale                         | Titolo italiano                               | Prima TV USA   | Prima TV Italia  |
| -- | ---------------------------------------- | --------------------------------------------- | -------------- | ---------------- |
| 14 | The Imposter The Frenemy                 | L'impostore Amico nemico                      | 24 agosto 2018 | 12 novembre 2018 |
| 15 | Hair-Jitsu Crushin' It                   | Troll-jitsu L'importanza di essere se stessi  | 24 agosto 2018 | 13 novembre 2018 |
| 16 | Meet the Peppy Party Crash Course        | Ti presento Peppy Una vera festa da Troll     | 24 agosto 2018 | 14 novembre 2018 |
| 17 | Trolly Tales 2 Rainbowmageddon           | Storie da Troll 2 Una catastrofe arcobalenica | 24 agosto 2018 | 15 novembre 2018 |
| 18 | Coop, Where's My Guy? Fluffleberry Quest | Dov'è finito Guy? Missione torta della nonna! | 24 agosto 2018 | 16 novembre 2018 |
| 19 | FOMO-OPUP Lost in the Woods              | Dov'è la festa? Nella foresta                 | 24 agosto 2018 | 19 novembre 2018 |

## Quarta stagione
| N° | Titolo originale                   | Titolo italiano                       | Prima TV USA    | Prima TV Italia  |
| -- | ---------------------------------- | ------------------------------------- | --------------- | ---------------- |
| 20 | Party Crashed                      | Festa rovinata                        | 2 novembre 2018 | 20 novembre 2018 |
| 21 | Weekend at Diamond's Branchception | L'invenzione Prigioniero di un sogno  | 2 novembre 2018 | 21 novembre 2018 |
| 22 | The Bunker List The Interns        | La lista Gli stagisti                 | 2 novembre 2018 | 22 novembre 2018 |
| 23 | Three Troll-keteers The Helper     | Lo spettacolo di Guy L'aiutante       | 2 novembre 2018 | 23 novembre 2018 |
| 24 | Smidgician DJ's Got Talent         | Smidge il mago Il nuovo hobby di Suki | 2 novembre 2018 | 26 novembre 2018 |
| 25 | Peril Patch Sibling Quibbling      | La pianta carnivora Liti tra sorelle  | 2 novembre 2018 | 27 novembre 2018 |
| 26 | Musical Thrones Branch Bum         | Il gioco dei troni Branch si rilassa  | 2 novembre 2018 | 28 novembre 2018 |

## Quinta stagione
| N° | Titolo originale                         | Titolo italiano                                       | Prima TV USA    | Prima TV Italia |
| -- | ---------------------------------------- | ----------------------------------------------------- | --------------- | --------------- |
| 27 | Wormhole Ear Worm                        | Il portale Il tormentone                              | 18 gennaio 2019 | 19 agosto 2019  |
| 28 | Don't Worry Be Peppy Two's a Cloud       | Piccoli problemi per Peppy Ospiti indesiderati        | 18 gennaio 2019 | 20 agosto 2019  |
| 29 | Glitter Loss New Anthem                  | Alla ricerca dei glitter perduti Il nuovo inno        | 18 gennaio 2019 | 21 agosto 2019  |
| 30 | Dark Side of the Lagoon Mr. Glittercakes | Il lato oscuro della laguna Il Signor Dolceglitter    | 18 gennaio 2019 | 22 agosto 2019  |
| 31 | Snow Day Guy Misses Out                  | Il Giorno della neve Guy e la battuta incomprensibile | 18 gennaio 2019 | 23 agosto 2019  |
| 32 | Scrap to the Future Bringing Up Birdy    | L'album del futuro Una madre per gli uccellini        | 18 gennaio 2019 | 26 agosto 2019  |

## Sesta stagione
| N° | Titolo originale                   | Titolo italiano                                         | Prima TV USA  | Prima TV Italia   |
| -- | ---------------------------------- | ------------------------------------------------------- | ------------- | ----------------- |
| 33 | Blank Day Haircuffed               | Il giorno libero Chiomanettati                          | 9 aprile 2019 | 27 agosto 2019    |
| 34 | Marshtato Fairy Do the Biggie      | La Fata Marshtata Il Grandino                           | 9 aprile 2019 | 28 agosto 2019    |
| 35 | Hitting the Sky Note Hug Fest      | La nota di Sky La Fiera dell'abbraccio                  | 9 aprile 2019 | 30 agosto 2019    |
| 36 | Chummy Sparklestone Giggleyum      | Chummy Sparklestone La gioigolosa                       | 9 aprile 2019 | 9 settembre 2019  |
| 37 | Glamping A Flower for Poppy        | Glamoureggio Un fiore per Poppy                         | 9 aprile 2019 | 10 settembre 2019 |
| 38 | The Partier's Apprentice Hair Ball | Un'apprendista per l'anima della festa Chiome da sballo | 9 aprile 2019 | 11 settembre 2019 |

## Settima stagione
| N° | Titolo originale                                      | Titolo italiano                            | Prima TV USA   | Prima TV Italia |
| -- | ----------------------------------------------------- | ------------------------------------------ | -------------- | --------------- |
| 39 | Freeze Tag Whimsy Wasps                               | Belle statuine Vespe vispe                 | 27 agosto 2019 | 3 dicembre 2019 |
| 40 | The Fast and the Friendliest Much Achoo About Nothing | Velocità e simpatia L'allergia             | 27 agosto 2019 | 7 gennaio 2020  |
| 41 | Extreme Sleepover Club Vega Swift                     | Il pigiama party estremo Vega Swift        | 27 agosto 2019 | 8 gennaio 2020  |
| 42 | Scrapbookmobile Troll Rangers                         | L'album-mobile Troll esploratori           | 27 agosto 2019 | 9 gennaio 2020  |
| 43 | Doc Doc, Who's There? Tour Guide of Duty              | La nuova passione di Doc Le visite guidate | 27 agosto 2019 | 10 gennaio 2020 |
| 44 | Troll Playing Game Finn Cascade                       | Il gioco dei Troll Finn Cascata            | 27 agosto 2019 | 13 gennaio 2020 |
| 45 | Gem Day Bad Luck Branch                               | Il Giorno della gemma Lo sfortunato Branch | 27 agosto 2019 | 14 gennaio 2020 |

## Ottava stagione
| N° | Titolo originale                   | Titolo italiano                                             | Prima TV USA     | Prima TV Italia |
| -- | ---------------------------------- | ----------------------------------------------------------- | ---------------- | --------------- |
| 46 | Queen of the Castle Truth or Dare  | La regina del castello Obbligo o verità                     | 22 novembre 2019 | 15 gennaio 2020 |
| 47 | Friend Matching Trolly Tales 3     | Abbinamento di amici Storie trollose 3                      | 22 novembre 2019 | 16 gennaio 2020 |
| 48 | Apple of My Ire Funsgiving         | L'ira dei miei occhi Il diverti-mento                       | 22 novembre 2019 | 17 gennaio 2020 |
| 49 | Bunker Break-In To Catch a Critter | Irruzione nel bunker Cattura la creatura                    | 22 novembre 2019 | 20 gennaio 2020 |
| 50 | CJ's Wooferbug What Did I Miss?    | Lo stereoinsetto di CJ Che mi sono perso?                   | 22 novembre 2019 | 21 gennaio 2020 |
| 51 | Tall Tail BFFF                     | Una storia improbabile Migliori amici nel futuro per sempre | 22 novembre 2019 | 22 gennaio 2020 |
| 52 | Switcher-Ruby Bye Bye Bunker       | Il rubino scambiolino Addio mio bunker                      | 22 novembre 2019 | 23 gennaio 2020 |